# Joseph van der Giese
Joseph van der Giese (* 3. März 1803 in Düren; † 3. August 1850 ebenda) war ein Dichter in Dürener Mundart. 
Bei seinem Vater lernte er den Beruf des Goldschmiedes. Nach dem Tod des Vaters übte er den Beruf bei seinem Schwager bis an sein Lebensende aus.
Zu vielen weltlichen und kirchlichen Anlässen schrieb van der Giese Theaterstücke oder Gedichte, und zwar sehr oft in Dürener Mundart. Die Bühnenstücke führte er mit dem Theaterverein auf, dessen Mitglied er war. 
Im Jahre 1838 veröffentlichte van der Giese Gedichtbände unter dem Titel Fääld-Bloome (Feldblumen). Van der Giese starb an Lungenschwindsucht.
1880 ließ der damalige Bürgermeister Werners zum Gedenken ein Buch herausgeben mit dem Titel: Dürener Volksthum. Eine Sammlung von Redensarten, Sprichwörtern, Räthseln, Spielen u. s. w. nebst einem Wörterbuche der merkwürdigsten in der Dürener Volkssprache vorkommenden Ausdrücke. Von P. J. Fischbach und J. van der Giese.
Jakob Satzfey veröffentlichte 1894/1895 seine Dramen und Gedichte.
Der Stadtrat beschloss am 9. September 1914, einen Teil der damaligen Friedhofstraße in Van-der-Giese-Straße umzubenennen.